# Глинный
Глинный — поселок в Нижнеингашском районе Красноярского края в составе Тиличетского сельсовета.

## География
Находится на расстоянии примерно 94 километров на северо-восток от районного центра поселка Нижний Ингаш у железнодорожной линии Решеты-Карабула.

## Климат
Климат резко континентальный с продолжительной суровой, малоснежной зимой и коротким жарким летом. Среднегодовая температура воздуха составляет 0-5 градусов. На территории района преобладают ветры юго-западного направления. Вегетационный период −146 дней. Среднегодовое количество осадков — около 494 мм, наибольшее количество их выпадает в летний период. Устойчивый снежный покров устанавливается во второй половине октября, а сходит в апреле.

## История
Поселок основан в конце 1940-х годов при строительстве железнодорожной ветки на север района (станция Плашечная). Соответственно, при поселке был организован лагпункт, с годами превратившийся в обычную исправительную колонию. Колония давно закрыта по причине истощения лесных запасов.

## Население
Постоянное население 141 человек в 2002 году (91 % русские), 68 человек в 2010 году.